# Probanka
Die Probanka Finanzgruppe ist ein mittelständisches Kreditinstitut in Slowenien mit Sitz in Maribor.

## Geschäftszahlen 2005
Die Bank verfügte über einen Marktanteil von 2,2 % und bot Privat- wie Firmenkunden Finanzdienstleistungen landesweit in 8 Filialen an. Probanka unterhält außerdem noch Zweigstellen in Ljubljana, Koper, Koroška, Kranj und Celje, die seit 2014 sukzessive geschlossen werden. 
Die Bilanzsumme betrug 2005 870 Mio. Euro. Die Bank erwirtschaftete mit 250 Mitarbeitern einen Gewinn von 2,7 Mio. Euro. 
Probanka war der größte Anteilseigner der slowenischen Börse Ljubljanska borza.

## Geschichte
Die Bank wurde im Jahr 1991 gegründet. Ab dem Jahr 1994 wurde erstmals auch Kreditkartengeschäft (Mastercard) und Fondsgeschäft angeboten. Eine Tochtergesellschaft für das Leasinggeschäft wurde 1996 gegründet.
Im Dezember 2013 wurde aufgrund hoher Verluste die Zwangsverwaltung und ordentliche Liquidation der Bank durch die slowenische Zentralbank als Aufsichtsbehörde eingeleitet. Am 17. Dezember 2014 übernahm die Zentralbank auch 100 % des Eigenkapitals der Bank. Seitdem läuft das ordentliche Liquidationsverfahren unter Kontrolle der Zentralbank. Die Bank schließt ihre Bankgeschäfte sukzessive und verkauft ihr Anlagevermögen.